# Dishforth
Dishforth är en by och en civil parish i North Yorkshire, England. Civil parish har 719 invånare (2001).